# Gotfryd VIII z Louvain
Gotfryd VIII (III) (ur. w 1142 r., zm. 11 sierpnia 1190 r.) – książę Dolnej Lotaryngii jako Gotfryd VIII i landgraf Brabancji jako Gotfryd III od 1142 r. (książę Brabancji od 1183 r.) z dynastii z Louvain.

## Życie
Gotfryd był synem księcia Dolnej Lotaryngii i langrafa Brabancji Gotfryda VII (II) i Liutgardy z Sulzbach. Gdy ojciec zmarł, nie miał jeszcze roku. Mimo to i mimo roszczeń do Brabancji wysuwanych przez synów księcia Limburgii Walrama II król niemiecki Konrad III Hohenstauf uznał go za dziedzica ojca i wyznaczył do sprawowania rządów opiekuńczych matkę Gotfryda, której siostra Gertruda była żoną Konrada. 
Wobec zagrożenia ze strony hrabiów Hainaut Gotfryd sprzymierzył się z arcybiskupem Kolonii Filipem z Heinsbergu. Pozostawał także w dobrych stosunkach z cesarzem Fryderykiem I Barbarossą – wspomógł go m.in. w 1179 r. w wojnie z Henrykiem Lwem. Gdy jednak w drugiej połowie lat 80. XII w. doszło do rozłamu między arcybiskupem Filipem a cesarzem Fryderykiem, Gotfryd stanął po stronie duchownego. 
W 1183 r. Gotfryd przebywał w Ziemi Świętej i uczestniczył w wyprawie Gwidona z Lusignan przeciwko Saladynowi.

## Rodzina
Gotfryd był dwukrotnie żonaty. W 1155 r. poślubił Małgorzatę (ok. 1138–1172), córkę księcia Limburgii Henryka II. Z małżeństwa tego pochodziło dwóch synów: Henryk I (ok. 1168–1235), następca ojca jako książę Brabancji, oraz Albert (ok. 1160–1192), biskup Leodium uznany później za świętego. Po śmierci Małgorzaty Gotfryd poślubił Imaginę, córkę hrabiego Loon Ludwika I. Z tego małżeństwa pochodziło także dwóch synów: Wilhelm (ok. 1180–po 1224) i Gotfryd (ok. 1180–1217/26).